# Cani arrabbiati
Cani arrabbiati è un film del 1974 diretto da Mario Bava.
È l'unico thriller con caratteristiche noir girato dal regista, considerato un maestro dell'horror. Lamberto Bava, figlio di Mario, fu l'aiuto regista.
Girato per la maggior parte dentro un'automobile, un'Opel Rekord Caravan, il film non fu mai distribuito: venne infatti bloccato a causa del fallimento della casa di produzione. Solo nel 1995 è tornato alla luce grazie a Lea Kruger, che nel film interpreta Maria e si è interessata a farlo uscire in DVD.
È uscito in molte versioni, ognuna con finali diversi. In Italia la versione definitiva è stata trasmessa nel 2004 da Sky, con il titolo Semaforo rosso.

## Trama

Un fotogramma del film

A Roma, quattro banditi mascherati rapinano una ditta farmaceutica, uccidendo un uomo. Durante la successiva fuga in automobile uno di loro viene ucciso dalla polizia.
I tre rimasti (il capo, chiamato "Dottore", il nevrotico "Bisturi" e lo strafottente "Trentadue"), abbandonano l'auto e si rifugiano in un parcheggio sotterraneo, dove prendono in ostaggio due donne. Bisturi ne sgozza una, quindi i tre fuggono insieme a Maria, l'altro ostaggio.
I tre banditi salgono su un'auto ferma ad un semaforo, con a bordo un uomo, Riccardo, ed un bambino che sta dormendo. Riccardo spiega che si tratta di suo figlio, gravemente malato e febbricitante, e che lo sta portando d'urgenza in ospedale.
I banditi costringono Riccardo a prendere l'autostrada. La fuga è punteggiata da svariati piccoli incidenti e incontri: Maria mostra spesso prostrazione fisica e tensione per la situazione, mentre Riccardo (sempre alla guida dell'autovettura) mantiene un'eccessiva calma che a un certo punto insospettisce il Dottore. Il bambino continua a dormire, mentre Bisturi e Trentadue si danno a discorsi e battute volgari.
Durante una sosta Maria, fingendo di dover urinare, tenta la fuga attraverso i campi. Bisturi e Trentadue la raggiungono e la costringono ad urinare davanti a loro.
Tornati in auto, Trentadue mostra a Maria perché lo chiamano così, quindi tenta di violentarla sul sedile posteriore. Il Dottore, esasperato dall'atteggiamento del complice, gli spara mentre l'auto attraversa una galleria. Bisturi, grande amico di Trentadue, inizia ad agitarsi.
Durante una sosta a un distributore sale sull'auto una donna ignara, in cerca di un passaggio. La donna è molto loquace, e nota che dentro la macchina c'è un clima nervoso; infine si accorge della ferita sul collo di Trentadue. A questo punto Bisturi la sgozza. I due malviventi decidono allora di disfarsi dei cadaveri abbandonandoli sul ciglio della strada. Ma Trentadue è ancora vivo; il Dottore ordina quindi a Bisturi di finirlo.
L'auto arriva davanti a un casolare, dove è pronta un'altra auto per la fuga dei banditi. Il Dottore e Bisturi si apprestano dunque ad uccidere Riccardo e Maria. Ma, nel medesimo momento, Riccardo estrae dalla coperta che avvolge il bambino una pistola con cui riesce ad uccidere i due banditi; nella sparatoria, muore anche Maria. Subito dopo Riccardo, dopo essersi impadronito della borsa contenente il denaro frutto della rapina, si allontana con l'automobile dei malviventi nascosta nel casolare e va a telefonare alla madre del bambino, chiedendole un ingente riscatto in cambio della restituzione del piccolo.

## Stile
A differenza dei precedenti film di Mario Bava, che mostravano colori sgargianti e inquadrature stravaganti, Cani arrabbiati è stato descritto dallo storico di cinema Roberto Curti come nemmeno paragonabile ai lavori dello stesso regista. Il film inizia in maniera simile ai poliziotteschi che stavano diventando popolari in Italia negli anni settanta, ma senza le implicazioni sociologiche di quei film.

## Produzione
All'inizio degli anni settanta, Bava stava attraversando un momento difficile della sua carriera. Aveva ricevuto la libertà creativa di realizzare il tipo di film che voleva con Lisa e il diavolo (1973), che era stato accantonato in quanto non era riuscito a trovare un distributore al Festival di Cannes. Un altro suo film, Reazione a catena (1971), si era rivelato un insuccesso al botteghino italiano. Ciò lo portò a tentare un nuovo progetto diverso da qualsiasi cosa avesse fatto in precedenza, e iniziò a sviluppare quello che sarebbe diventato Cani arrabbiati. La storia era basata sul racconto Man and Boy (usato anche come titolo di lavorazione del film) di Michael J. Carrol pubblicato con il titolo "L'uomo e il bambino" nella collana Il Giallo Mondadori. La sceneggiatura del film fu scritta da Alessandro Parenzo e da Cesare Frugoni, con Bava che intervenne in sede di scrittura per apporre alcuni piccoli cambiamenti.

### Riprese
Il film è stato girato a Roma e sul tratto autostradale Civitavecchia-L'Aquila. Le riprese iniziarono il 20 agosto 1973 e terminarono il 12 settembre dello stesso anno. Bava decise di girare le scene in ordine cronologico.

### Cast
Al Lettieri era stato ingaggiato per interpretare il protagonista Riccardo, ma dopo essersi presentato ubriaco la prima mattina di riprese, fu licenziato e il ruolo andò tre giorni dopo a Riccardo Cucciolla. Cucciolla non parlava inglese; secondo quanto affermato dal co-protagonista Maurice Poli, dovette leggere le sue battute in inglese da un copione posizionato strategicamente attorno alla macchina.

### Problemi
Il figlio di Mario, Lamberto Bava, che è stato aiuto regista del film, ha parlato dei problemi con il produttore Roberto Loyola. Secondo quanto riferito, Loyola ebbe difficoltà finanziarie durante la lavorazione del film, che frenarono la troupe sin dalla prima settimana. Nonostante questi problemi, Bava riuscì a completare le riprese principali in tre settimane. Tutto ciò che restava da filmare erano alcune istantanee di elicotteri e macchine della polizia, più una sequenza introduttiva. Loyola fallì in quel momento e la produzione fu accantonata. La famiglia Bava cercò di recuperare i diritti del film senza successo.

## Distribuzione
Il film è stato proiettato per la prima volta al MIFED di Milano nel 1995 con il titolo Semaforo Rosso. Questa versione è stata curata dal gruppo Spera Cinematografica dell'attrice Lea Kruger con la collaborazione del critico tedesco Peter Blumenstock. Lamberto Bava ha dichiarato che la nuova versione è stata completata contro la sua volontà e fu elaborata partendo da un montaggio approssimativo del film assemblato da Carlo Reali durante le riprese originarie. Erano stati inseriti alcuni fermo immagine per collegare i filmati e un suono di sirene della polizia alla fine del film. Dato che la pellicola era stata girata senza audio, fu necessario rifare sia la colonna sonora che il doppiaggio.

### Home video
Il primo DVD del film è uscito in edizione limitata per la tedesca Lucertola Media nel 1998. Questa edizione è priva degli inserti della versione Spera e mantiene il finale originale, che fu girato secondo le indicazioni della sceneggiatura di Bava. Il film è stato pubblicato di nuovo in Germania per l'etichetta Astro nel 2001. Questa versione non contiene il prologo e presenta una versione più lunga del finale. Successivamente, è stata sviluppata come quarta versione una bozza di Alfredo Leone. Questa include due scene girate ex novo nel finale e termina con un fermo immagine della faccia di Fabrizia Sacchi. Una quinta versione del film è stata distribuita sia da Leone che da Lamberto Bava, il quale ha aggiunto istantanee di macchine della polizia degli anni settanta e nuove scene girate su 35 millimetri tra l'aprile e maggio 2001. Questa versione contiene nuovi doppiaggi e una nuova colonna sonora di Stelvio Cipriani. Lamberto Bava ha curato questa versione con la collaborazione di Mauro Bonanni, e l'ha caratterizzata attraverso il taglio di parti del film che, a suo dire, Mario Bava non avrebbe voluto.
Roberto Curti ha affermato che tra le versioni precedenti, quella della Astro era la migliore in quanto la versione Leone-Lamberto Bava era "a dir poco un casino, anche se con buone intenzioni". Il DVD pubblicato dalla Anchor Bay contiene la versione Leone-Lamberto Bava intitolata Kidnapped, oltre alla versione Lucertola. Un Blu-ray Disc del film è stato pubblicato dalla Kino Lorber negli Stati Uniti e contiene solo la versione Leone-Lamberto Bava intitolata Kidnapped. Nel Regno Unito la Arrow Video ha pubblicato un Blu-ray che contiene sia Kidnapped che la versione vista nell'edizione americana Anchor Bay. La versione Lucertola del Blu-ray presenta parti in definizione standard poiché non è stata trovata alcuna stampa completa del film dopo la creazione di Kidnapped.

## Accoglienza

### Critica
Per Alberto Pezzotta Cani arrabbiati è «un vero viaggio all'inferno, dove la situazione classica del road movie diventa viaggio all'interno degli orrori dell'anima umana». Per la rivista Nocturno il film è «un capolavoro, lo specchio scuro del cinema di Bava, il suo rimosso inaccettabile, che, non a caso, è stato per anni invisibile». La pellicola è molto amata da registi del calibro di Quentin Tarantino .

## Le diverse versioni
Sono ben sei le versioni del film:
1. La versione della "Spera Cinematografica" dal titolo "Semaforo Rosso", del 1995, finisce su un fermo immagine di Riccardo Cucciolla, con in sottofondo le sirene della polizia.
2. La versione in DVD del 1998 della "Lucertola Media" mantiene il finale originale, ma aggiunge ex novo un prologo (una donna che singhiozza dietro una finestra).
3. La versione DVD della "Marketing e Vella" ha un finale più lungo: Cucciolla sale in macchina e si allontana.
4. La versione della "Leone", che nel finale aggiunge una scena con la madre del bambino (interpretata da Fabrizia Sacchi) al telefono con il sequestratore.
5. La versione Leone-Lamberto Bava, intitolata Kidnapped, che presenta nuove sequenze (alcune sono state girate a posteriori sulla base della sceneggiatura originale, altre sono scene di inseguimento tratte da altri film polizieschi dell'epoca), nuovo doppiaggio e nuove musiche. Tra le scene girate per l'occasione è presente una conversazione telefonica tra la Sacchi (che interpreta anche questa volta la madre del bambino) e l'attore e doppiatore Stefano De Sando, ed è presente la conversazione telefonica tra la madre del bambino e Riccardo. Curiosamente, nel doppiaggio di questa versione De Sando è doppiato dal collega Roberto Pedicini.
6. La versione trasmessa da Sky, con il fermo immagine finale sul bambino dentro il bagagliaio della macchina. Non si sentono sirene della polizia.

## Promozione

### Date di uscita
Il film uscì negli Stati Uniti il 25 febbraio 1998, mentre in Italia non è mai uscito nelle sale cinematografiche.

### Titoli
Il film uscì negli USA come Rabid Dogs e in Francia come Les chiens enragés. Il 19 novembre del 2021 è stato annunciato un remake del film in forma di trilogia.